# Onesia fumicosta
Onesia fumicosta är en tvåvingeart som beskrevs av Hiromu Kurahashi 1987. Onesia fumicosta ingår i släktet Onesia och familjen spyflugor. Inga underarter finns listade i Catalogue of Life.